# Beta Regio
Beta Regio é uma região de Vênus. Tem um diâmetro de 2 869 km e está localizado em 25.3 S, 282.8 E.
Beta Regio foi descoberto e nomeado por Dick Goldstein em 1964. O nome foi aprovado pelo IAU WGPSN (Working Group for Planetary System Nomenclature) em 1976–1979.